# They Had to See Paris
They Had to See Paris is een Amerikaanse filmkomedie uit 1929 onder regie van Frank Borzage. Destijds werd de film in Nederland uitgebracht onder de titel Ze moesten zoo erg naar Parijs.

## Verhaal
De eenvoudige garagehouder Pike Peters uit Oklahoma vindt olie en wordt daardoor stinkend rijk. Zijn vrouw en kinderen willen graag naar Parijs en hij reist tegen zijn zin met hen mee. Ze maken er nieuwe vrienden, maar die vriendschap is niet altijd geheel belangeloos. Pike kan dat zijn gezinsleden moeilijk aan het verstand te brengen.

## Rolverdeling
| Acteur               | Personage          |
| -------------------- | ------------------ |
| Will Rogers          | Pike Peters        |
| Irene Rich           | Idy Peters         |
| Owen Davis jr.       | Ross Peters        |
| Marguerite Churchill | Opal Peters        |
| Fifi D'Orsay         | Fifi               |
| Rex Bell             | Clark McCurdy      |
| Ivan Lebedeff        | Markies de Brissac |